# Freunde der italienischen Oper
Freunde der italienischen Oper (FDIO) ist der Name einer deutschen Independent-Musikgruppe.

## Vorgeschichte
1956 gründeten Franz Friedrich Kunze, Renate Baptist, Albert Schmidt, Hans Griese, Stephan Stoév und Bernhard Dittschlag eine Gruppe mit dem Namen „Freunde der italienischen Oper“. Der Name geht auf eine spöttische Bezeichnung für die 1928 (Auflösung 1933) von Franz Friedrich Kunze und dem italienischen Übersetzer Constante Lazzioli gegründete avantgardistische musikalische Vereinigung "Il Grande Silenzio" zurück. Nach ständigen Repressalien, inklusive Auftrittsverbot löst sich die Gruppe 1967 auf.

## Geschichte
1987 wurde die Gruppe von Sänger Ray van Zeschau, der sich zu dieser Zeit zu Ehren seines Stiefvaters Wolfgang Hänsch, des Chefarchitekten des Wiederaufbaus der Semperoper, den Künstlernamen R.J.K.K. Hänsch gibt, dem Schlagzeuger Tom Gross und dem Posaunisten Rainer A. Schmidt gegründet, anfänglich noch unter dem Namen Kot Mpi. Am 7. Oktober 1988, dem Tag der Republik, ließ Klubleiter Mario Looke die Band, zu diesem Zeitpunkt noch illegal (da ohne Spielerlaubnis), erstmals als Freunde der italienischen Oper in „seinem“ Klub Südstadt (Cottbus) auftreten. Schon kurz darauf wurde Regisseur Wolfgang Engel auf sie aufmerksam und engagierte sie für seine dreiabendliche Faust-Inszenierung am Staatsschauspiel Dresden mit Sänger Ray van Zeschau (alias R.J.K.K. Hänsch) als Euphorion. 1989 verließen Tom Gross und der Posaunist Rainer A. Schmidt das kurz vor dem Beitritt zu Westdeutschland stehende Gebiet der DDR. Ray van Zeschau, Gitarrist Jänz Dittschlag sowie der Graphiker und Pressesprecher Dr. H.G. nahmen das Schicksal der Band in ihre Hände – nun mit Schlagzeuger Ralph Qno Kunze, dem Bassisten Heiko Schramm und dem Keyboarder, Fagottisten und Sänger Roger Baptist an ihrer Seite. Anfang 1990 wurde ihre erste LP bei Oljeg Marosov aufgenommen. Einen Tag nach Einspielung der Aufnahmen verschwanden nach einem Einbruch die Bänder samt Studiotechnik und tauchten nie wieder auf. Noch im selben Jahr lehnten sie das Angebot ab, in der Dresdner Scheune als Vorband der Gruppe Die Toten Hosen aufzutreten. Im Frühjahr 1991 stieß Posaunist Rainer A. Schmidt, nunmehr in München lebend, wieder zur Gruppe. 1991 engagierte Martin Roth die FDIO zur Ausstellungseröffnung Leibesvisitation und zu seiner Amtseinführung als Direktor des Deutschen Hygiene-Museums im Steinsaal und gibt Ray van Zeschau den Auftrag einen Film zum Thema Leibesvisitation/Körper zu gestalten, der unter den Gästen Verstörung erzeugen soll. Der Film „For Vincent“ entsteht wird, mit FDIO live zur Vernissage uraufgeführt und löste einen Skandal aus. Am 25. März 1991 gelang dann der Band in Dresden etwas Besonderes. FDIO brachten im Großen Haus des Staatsschauspiel Dresdens eine eigene, einmalig aufgeführte Revue zur Aufführung – was als ein für diese Zeit und für die Geschichte des größten Schauspielhauses der DDR mutiges und gewagtes Experiment gewertet werden kann. Bis heute wurden Besucherzahlen von über 1200 Personen nicht wieder erreicht. Damit sind FDIO die erste Rockband in der Geschichte des Hauses. Ihr folgten Bands und Interpreten wie Die Toten Hosen, Udo Lindenberg und Nina Hagen.
Beim folgenden Italien-Aufenthalt der FDIO entstanden die Stücke für die zweite LP Um Thron und Liebe, die anschließend in einem Kellerstudio in Essen innerhalb von drei Tagen eingespielt wurde. Im Winter 1991 erschien ihr erstes Vinyl in limitierter Auflage von 2500 Stück. Gleichzeitig begann die gleichnamige Tour. 1992 nimmt FDIO als erste Dresdner Band an der größten internationalen Musikmesse der Popkomm in Köln teil. Anfang der 1990er Jahre galten FDIO unter vielen Journalisten als beste und innovativste Band der neuen Länder. Der zweite Plattendeal mit Alfred Hilsbergs Label What’s So Funny About und Ex Yello Carlos Perón als Produzent kam in der aktiven Phase der Band nicht mehr zustande.
Am 23. Dezember 1992 gaben FDIO in Montegalda ihr vorerst letztes Konzert.
1996 brachte Ray van Zeschau bisher unveröffentlichtes Material auf der CD Edle Einfalt – Stille Größe heraus. Ein Jahr später veröffentlichte er Edle Einfalt Stille Größe zusammen mit der 1991er, nun teilremasterten LP Um Thron und Liebe noch einmal zusammen mit Alfred Hilsberg als Einzeltonträger, sowie zusammen als CD-Box unter der Bezeichnung Rare, seltene und rätselhafte Aufnahmen auf What’s So Funny About unter dem deutschen Musik-Vertrieb von Indigo.
Erst zwölf Jahre später, am 17. April 2004 trafen sich fast alle noch einmal zu einem Konzert im Dresdner Ballsaal Gare de la Lune anlässlich des 40. Geburtstages von Ray van Zeschau. Den verhinderten Bassisten Heiko Schramm ersetzte Rajko Gohlke (ehemals Tishvaisings, Think About Mutation). Im November 2005 brachte Opernstar René Pape die Band noch einmal komplett zusammen. Für die ARTE-Dokumentation Der Bass René Pape – Mein Herz brennt von Regisseurin Sibylle Muth hatte er sich seinen Wunsch erfüllt, einmal gemeinsam mit den Freunden der italienischen Oper zu musizieren. Gemeinsam mit Ray van Zeschau sang er den FDIO-Titel You Had a Dream aus dem Jahr 1990.
Fünf Jahre nach ihrem letzten Auftritt schafften es dann der Journalist und Kunstwissenschaftler Alexander Pehlemann und das Schauspiel Leipzig, am 17. November 2009 FDIO im Saal des Centraltheater Leipzigs wieder auf die Bühne zu bringen. Da ein Auftritt in der letzten Besetzung von 1992 nicht mehr möglich war, holte Sänger van Zeschau eine fast neue Besetzung ins Boot, abermals mit Rajko Gohlke am Bass, Tex Morton und Alex Anthony Faide an den Gitarren sowie Boris Israel Fernandez am Schlagzeug. Als Gast trat FDIOs ehemaliger Keyboarder, Fagottist und zweite Stimme Roger Baptist als alter ego Rummelsnuff auf.
2013 musste Alex Anthony Faide Deutschland verlassen und kehrte in seine Heimatstadt Buenos Aires zurück. Nach vier Jahren wiederholter Pause wurde Joey A. Vaising (The Sonic Boom Foundation, ehemals The Tishvaisings, Think About Mutation) neues Mitglied der Band, die seit 2018 wieder aktiv auf Tour ist und erstmals 2019 auch zum Wave-Gotik-Treffen ins Schauspielhaus Leipzig eingeladen wurde. 2019 wirkte FDIO an dem deutsch/bulgarischen Film-Dokudrama "Mein Onkel Lubo" mit, welches die künstlerische Lebensgeschichte des bulgarischen Onkels von Ray van Zeschau, des 2016 verstorbenen Künstlers Ljuben Stoev zum Inhalt hat. 2020 veröffentlichte FDIO gemeinsam mit der Leipziger Band Die Art die 12" Split-Picture-EP "Brüder zur Sonne zur Freiheit, mit der sie im Frühjahr 2020 gemeinsam auf Tour gehen wollten, was aber durch die Coronamaßnahmen und im Zuge der Lockdowns auf 2023 verschoben werden musste.
1989 drehte ein Team der DEFA unter der Regie von Michael Knof und der Kameraführung vom Thomas Plenert 35-mm-Filme für Wolfgang Engels Faust-Inszenierung. Einer der Filme wurde für die Band in Szene gesetzt und skizzierte den wilden Aufstieg und Untergang des Euphorion, der von Ray van Zeschau gespielt wurde. Euphorion, der im Dritten Akt von Faust II mit FDIO live auftrat und seine Mutter Helena und Vater Faust entsetzte. Nach der letzten Faustaufführung verschwand der Film für 32 Jahre im Archivschrank. Da der Song zum Film live zum Film gespielt und erst 2023 in einem Studio eingespielt wurde, hatte Ray van Zeschau den Wunsch, den Film aus dem Dunkel des Archivschrankes zu befreien und ihn nach 35 Jahren endlich mit der Musik wieder zu vereinen. Am 16. und 18. April wurde Ikarus – She Kill The Laugh erstmals im Thalia-Kino, anlässlich des Filmfestes Dresden – International Short Film Festival wieder aufgeführt.
Am 3. Oktober 2024 spielte FDIO nach 33 Jahren wieder am Schauspielhaus des Staatsschauspiel Dresden und stellte in einer abermaligen Revue ihre neue Schallplatte Kassandras Komplex vor. Erstmals nach 32 Jahren wurde auch der 35-mm-Film "Ikarus – She Kill The Laugh" aus Wolfgang Engels Faust-Inszenierung wieder am Haus gezeigt. Durch den Abend führte Thomas Bille. Zu Gast waren FDIOs ehemaliger Keyboarder, Fagottist und Co-Sänger Roger Baptist aka Rummelsnuff und Wolfgang Engel als Ehrengast in der Intendantenloge.

## Filme
Seit Anbeginn war der Einsatz von Filmen während der Konzerte ein wichtiger Bestandteil der Liveauftritt der FDIO für die Sänger Ray van Zeschau verantwortlich zeichnet, der seine Erfahrungen von FESA zu FDIO mitbrachte. Bereits vor der Wende 1989 traten sie zum ersten Filmfest Dresden mit drei Filmen auf sowie zum Zweiten, wo man unter anderem einen filmischen Kommentar zur ersten freien Wahl zeigte, der aus aktuellen Wahllosungen und 80er Jahre Pornos zusammengeschnitten war und Erstere ad absurdum führten. 1991 entstand der Body-Horrorfilm „For Vincent“ (u. a. mit Susanne Böwe und Katherina Lange), der die Rache gedemütigter Frauen an ihren Macholiebhaber zeigte und der Antikriegsfilm „Run My Love - Renne mein Liebling“ die erstmals im selben Jahr während der FDIO-Revue „Il Grande Silenzio - Um Thron und Liebe“ am Schauspielhaus des Staatsschauspiel Dresden aufgeführt wurde. 2022 wurde „Renne mein Liebling“ auf YouTube wegen „Hassrede“ gesperrt und konnte trotz Einspruch nicht wieder online gebracht werden.
Am 14. März 2025 wurden Ray van Zeschau und Rainer A. Schmidt anlässlich des 29. Sofia International Filmfestivals eingeladen, Filme ihrer DDR-Undergroundfilmgruppe FESA, sowie Filme der Freunde der italienischen Oper im Sonderprogramm ПИКНИК В РАЙОНА НА ЗОНАТА - (Picknick am Zonenrand) aufzuführen, in welchem der Musikfilm Der leere Raum vom aktuellen Album Kassandras Komplex seine Kinoweltpremiere beging und den Höhepunkt des Abends bildete.

## Werke

### Tonträger
- 1990: Tape Mutmaßliche Terroristen in Haft.../Gott schütze den Innenminister
- 1990: Tape Live in Munich
- 1991: Tape Il Grande Silenzio
- 1991: Tape Live im Schauspielhaus Dresden
- 1991: Tape Live in Dresden
- 1991: LP Um Thron Und Liebe
- 1996: CD Edle Einfalt Stille Größe (Strandard63)
- 1997: CD Um Thron Und Liebe (Strandard63 / What’s So Funny About)
- 1997: CD-Box Rare, seltene und rätselhafte Aufnahmen mit Um Thron und Liebe / Edle Einfalt, stille Größe (Strandard63 / What’s So Funny About)
- 2018: CD Via Dolorosa (Strandard63)
- 2020: LP Via Dolorosa (Strandard63 / Major Label)
- 2020: EP Brüder, zur Sonne, zur Freiheit (Split-Picture-EP), 12 Inch Vinyl Picture Split-EP mit Die Art (Major Label)
- 2024: LP/CD/Tape Kassandras Komplex (Strandard63 / Major Label)
- 2025: EP Brüder, hört die Signale!  12 Inch Vinyl Picture Split-EP mit Die Art (Major Label)

### Sampler
- 1990: Tape Dresden History 2 1988–89
- 1990: Tape Dresden 1990
- 1991: Tape Ausbruchsversuch Nr.3
- 1992: CD Eine Eigene Gesellschaft mit Eigener Moral (What’s So Funny About)
- 2001: CD Musik in Deutschland 1950–2000 (RCA / Bertelsmann)
- 2006: CD Spannung Leistung Widerstand – Magnetbanduntergrund DDR 1979-89 (ZickZack)
- 2007: CD Kinder der Maschinenrepublik

### Unautorisierte Bootlegs
- 1991: Tape Live im OJH Riesa
- 1991: Tape Live im B-Plan Karl-Marx-Stadt
- 1992: Tape Live im Theaterclub Karl-Marx-Stadt
- 1992: Tape Live im JFZ Neuruppin

### Filme, Videos
- 1988: Machine
- 1988: Surreal Minds
- 1988: Unlimited Surprises (mit Susanne Hoss)
- 1989: Call Over The Wall (mit Susanne Böwe)
- 1989: Holiday
- 1989: Ikarus – She Kill The Laugh, Regie: Michael Knof – Faust II, Regie: Wolfgang Engel
- 1990: 1989
- 1990: Sentimental Sea
- 1991: Movies, VHS Kaufkassette
- 1991: For Vincent (mit Susanne Böwe und Katherina Lange)
- 1991: Run my Love
- 1992 / 2013: Teddy goes to Golgotha
- 1996: Live im Star-Club (Strandard63 / What’s So Funny About)
- 2023: Mein Onkel Lubo, Regie: Nikola Boshankov / Ray van Zeschau
- 2024: Der leere Raum Regie: Ray van Zeschau
- 2025: Delyo Haydutin Regie: Ray van Zeschau[20]

## FDIO im TV
- ZDF: Aspekte
- ZDF: Im Osten nichts Neues? Regie: Tim Lienhard
- MDR: Hot Spot
- Bayerischer Rundfunk
- ARTE: Der Bass René Pape – Mein Herz brennt. Regie: Sibylle Muth
- Polylux portrait: Rummelsnuff – der Amboss aus Fleisch
- ARD Nachtmagazin
- „Les espoirs perdus de la Réunification“, Regie: Géraldine Schwarz, France 5
- MDR um 4 – Opernsänger René Pape zu Gast – Mitteldeutscher Rundfunk/MDR